# 직접 디지털 합성

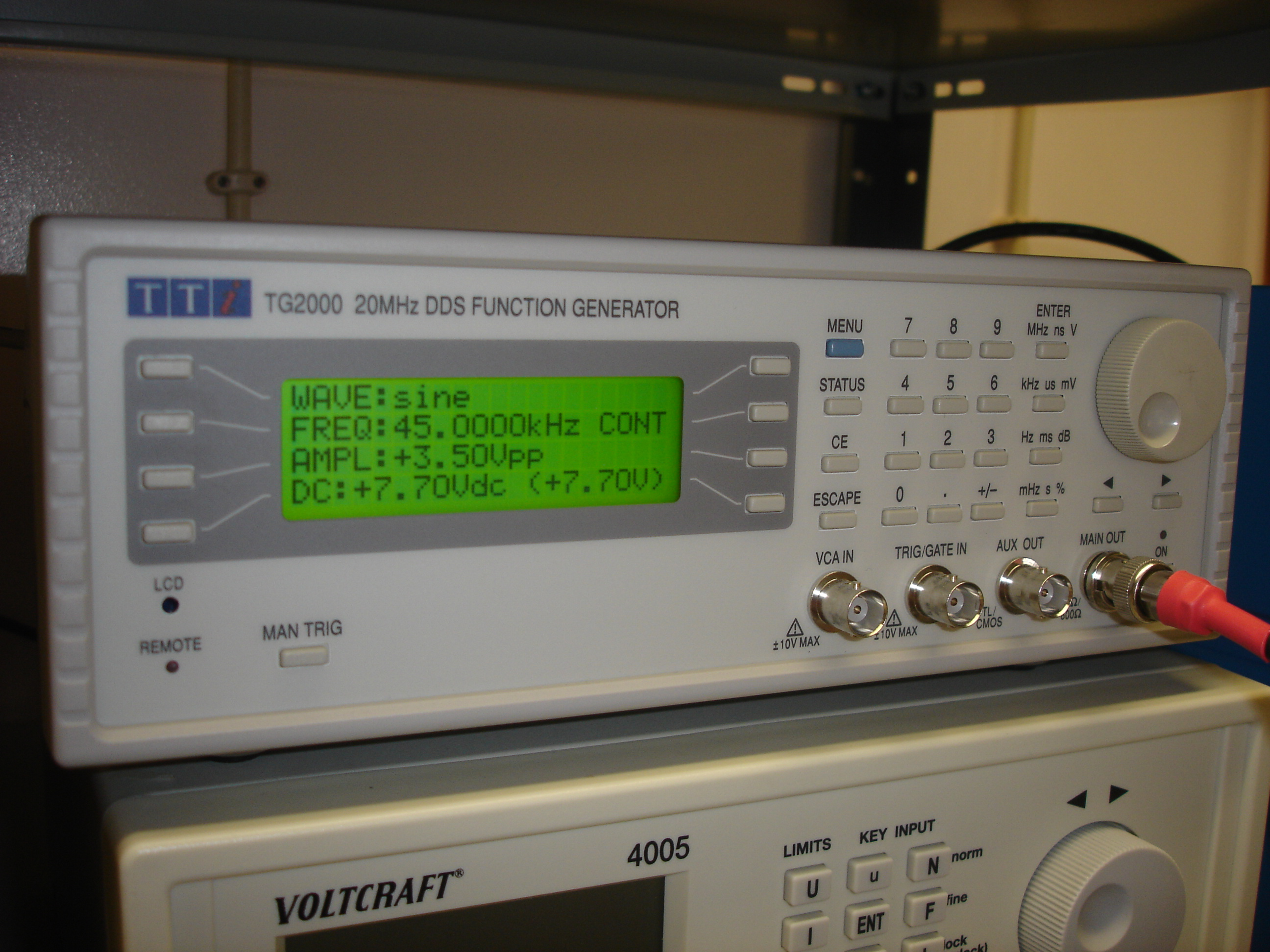
DDS 함수 발생기

직접 디지털 합성(Direct digital synthesis, DDS)은 단일 고정 주파수 기준 클록에서 임의 파형을 생성하는 데 사용되는 주파수 합성기에 사용되는 방법이다. DDS는 신호 생성, 통신 시스템의 로컬 발진기, 함수 생성기, 믹서, 변조기, 사운드 신시사이저 및 디지털 위상동기회로의 일부와 같은 응용 분야에 사용된다.

## 개요

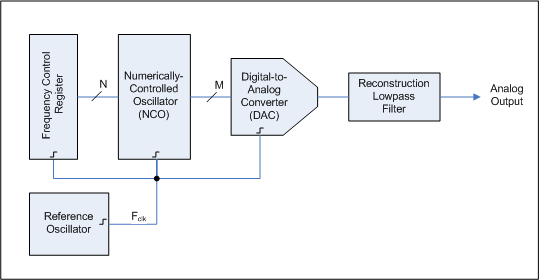
그림 1 - 직접 디지털 신시사이저 블록 다이어그램

기본 직접 디지털 신시사이저는 그림 1과 같이 주파수 기준(종종 크리스털 또는 SAW 발진기), 수치 제어 발진기(NCO) 및 디지털-아날로그 변환기(DAC)로 구성된다.
기준 발진기는 시스템에 안정적인 시간 기반을 제공하고 DDS의 주파수 정확도를 결정한다. 이는 주파수 제어 레지스터에 포함된 디지털 워드에 의해 주기가 제어되는 원하는 출력 파형(종종 정현파)의 이산 시간 양자화 버전을 출력에서 생성하는 NCO에 클록을 제공한다. 샘플링된 디지털 파형은 DAC에 의해 아날로그 파형으로 변환된다. 출력 재구성 필터는 아날로그 변환 프로세스에 내재된 0차 유지에 의해 생성된 스펙트럼 복제를 거부한다.

## 같이 보기
- 결정 진동자
- 디지털-아날로그 변환회로
- 웨이브테이블 합성